# گرگوری واتله
گرگوری واتله (فرانسوی: Grégory Wathelet‎؛ زادهٔ ۱۰ سپتامبر ۱۹۸۰) سوارکار اهل بلژیک است.